# Riccardo Orsoni
Riccardo Orsoni (Asola, 20 gennaio 2000) è un marciatore italiano, campione italiano assoluto della marcia 35 km nel 2023.

## Biografia
Inizia a praticare l'atletica leggera all'età di dodici anni, appassionandosi subito alla marcia. Nel 2014 entra nella squadra del CUS Parma, dove nel 2017 inizia ad essere allenato da Alessandro Gandellini. Dopo diverse ottime prestazioni a livello nazionale, nel 2019 è il primo italiano juniores a vincere la Coppa Europa di marcia ad Alytus, in Lituania. Nel 2019 è anche medaglia d'argento nella marcia 10000 metri ai campionati europei under 20 di Borås.
Nel 2020 passa ai colori del Gruppo Sportivo Fiamme Gialle e, dopo un quarto posto agli europei under 23 di Tallinn 2021 nella marcia 20 km, nel 2022 conquista la medaglia d'oro ai campionati del mediterraneo under 23 di Pescara sulla medesima distanza. Lo stesso anno si classifica 39º ai mondiali a squadre di marcia, contribuendo al quinto posto per il team italiano nella classifica a squadre della marcia 35 km.
Nel 2023, con la sua sesta posizione individuale, contribuisce all'ottenimento della medaglia d'argento per l'Italia nella marcia 35 km a squadre ai campionati europei a squadre di Poděbrady. Nell'agosto dello stesso anno prende parte ai campionati mondiali di Budapest, dove si classifica sedicesimo nella marcia 35 km.

## Progressione

### Marcia 5000 metri indoor
| Stagione  | Tempo    | Luogo  | Data      | Rank. Mond. |
| --------- | -------- | ------ | --------- | ----------- |
| 2022-2023 | 19'33"53 | Ancona | 18-2-2023 |             |
| 2020-2021 | 19'44"49 | Ancona | 20-2-2021 |             |
| 2018-2019 | 20'56"26 | Ancona | 2-3-2019  |             |
| 2017-2018 | 21'53"47 | Ancona | 3-2-2018  |             |
| 2016-2017 | 21'56"80 | Ancona | 11-2-2017 |             |
| 2015-2016 | 22'46"05 | Ancona | 13-2-2016 |             |

### Marcia 10 km
| Stagione | Tempo  | Luogo     | Data       | Rank. Mond. |
| -------- | ------ | --------- | ---------- | ----------- |
| 2025     | 39'43" | Caorle    | 3-8-2025   |             |
| 2023     | 40'21" | Molfetta  | 28-7-2023  |             |
| 2022     | 41'35" | Rieti     | 24-6-2022  |             |
| 2021     | 40'58" | Rovereto  | 25-6-2021  |             |
| 2020     | 41'02" | Modena    | 18-10-2020 |             |
| 2019     | 42'43" | Alytus    | 19-5-2019  |             |
| 2018     | 42'58" | Taicang   | 5-5-2018   |             |
| 2017     | 43'15" | Poděbrady | 21-5-2017  |             |
| 2016     | 43'58" | Trieste   | 30-10-2016 |             |

### Marcia 20 km
| Stagione | Tempo    | Luogo         | Data      | Rank. Mond. |
| -------- | -------- | ------------- | --------- | ----------- |
| 2024     | 1h20'11" | Antalya       | 21-4-2024 |             |
| 2023     | 1h23'08" | Frosinone     | 19-3-2023 |             |
| 2022     | 1h24'34" | La Coruña     | 28-5-2022 |             |
| 2021     | 1h23'53" | Grottaglie    | 7-3-2021  |             |
| 2019     | 1h28'17" | Gioiosa Marea | 27-1-2019 |             |
| 2018     | 1h29'38" | Roma          | 27-1-2019 |             |

### Marcia 35 km
| Stagione | Tempo    | Luogo       | Data       | Rank. Mond. |
| -------- | -------- | ----------- | ---------- | ----------- |
| 2023     | 2h30'38" | Poděbrady   | 21-5-2023  |             |
| 2022     | 2h34'42" | Pescara     | 16-1-2022  |             |
| 2021     | 2h38'45" | Grottammare | 24-10-2021 |             |

## Palmarès
| Anno | Manifestazione                       | Sede      | Evento         | Risultato | Prestazione | Note |
| ---- | ------------------------------------ | --------- | -------------- | --------- | ----------- | ---- |
| 2017 | Europei under 20                     | Grosseto  | Marcia 10000 m | 6º        | 45'10"82    |      |
| 2018 | Mondiali under 20                    | Tampere   | Marcia 10000 m | 16º       | 42'53"76    |      |
| 2019 | Europei under 20                     | Borås     | Marcia 10000 m | Argento   | 41'51"71    |      |
| 2021 | Europei under 23                     | Tallinn   | Marcia 20 km   | 4º        | 1h27'23"    |      |
| 2022 | Campionati del Mediterraneo under 23 | Pescara   | Marcia 20 km   | Oro       | 1h24'48"    |      |
| 2022 | Mondiali a squadre di marcia         | Mascate   | Marcia 35 km   | 39º       | 2h51'56"    |      |
| 2022 | Mondiali a squadre di marcia         | Mascate   | A squadre      | 5º        | 81 p.       |      |
| 2023 | Europei a squadre di marcia          | Poděbrady | Marcia 35 km   | 6º        | 2h30'38"    |      |
| 2023 | Europei a squadre di marcia          | Poděbrady | A squadre      | Argento   | 23 p.       |      |
| 2023 | Mondiali                             | Budapest  | Marcia 35 km   | 16º       | 2h31'41"    |      |
| 2024 | Europei                              | Roma      | Marcia 20 km   | 6º        | 1h21'08"    |      |
| 2024 | Giochi olimpici                      | Parigi    | Marcia 20 km   | 41º       | 1h25'08"    |      |

## Campionati nazionali
- 1 volta campione italiano assoluto della marcia 35 km (2023)
- 2 volte campione italiano juniores della marcia 10000 metri (2018, 2019)
- 1 volta campione italiano juniores della marcia 20 km (2019)
- 1 volta campione italiano juniores della marcia 50 km (2018)
- 1 volta campione italiano juniores della marcia 5000 metri indoor (2019)

2016
- 4º ai campionati italiani allievi indoor, marcia 5000 m - 22'46"05
- Bronzo ai campionati italiani allievi, marcia 10000 metri - 46'29"36
- 4º ai campionati italiani allievi di marcia, marcia 10 km - 46'53"

2017
- Argento ai campionati italiani allievi indoor, marcia 5000 m - 21'56"80
- Argento ai campionati italiani allievi di marcia, marcia 10 km - 44'39"

2018
- Bronzo ai campionati italiani juniores indoor, marcia 5000 m - 21'53"47
- Oro ai campionati italiani juniores, marcia 10000 m - 43'59"30
- Oro ai campionati italiani della marcia 50 km, gara juniores - 1h30'27"

2019
- Oro ai campionati italiani juniores indoor, marcia 5000 m - 21'17"93
- Oro ai campionati italiani juniores, marcia 10000 m - 42'55"93
- Oro ai campionati italiani della marcia 20 km, gara juniores - 1h04'50"

2020
- 6ª ai campionati italiani di marcia 10 km - 41'02"

2021
- Bronzo ai campionati italiani under 23 indoor, marcia 5000 m - 20'28"99
- Bronzo ai campionati italiani assoluti indoor, marcia 5000 m - 19'44"49
- Argento ai campionati italiani assoluti under 23, marcia 10000 m - 42'40"45
- 6º ai campionati italiani assoluti, marcia 10 km - 40'58"
- 4º ai campionati italiani assoluti di marcia, marcia 20 km - 1h23'53"
- 5º ai campionati italiani assoluti di marcia, marcia 35 km - 2h38'45"

2022
- Bronzo ai campionati italiani under 23, marcia 10000 m - 41'52"92
- 5º ai campionati italiani assoluti, marcia 10 km - 41'35"
- Argento ai campionati italiani assoluti di marcia, marcia 35 km - 2h34'42"

2023
- Argento ai campionati italiani assoluti indoor, marcia 5000 m - 19h33'53"
- Argento ai campionati italiani assoluti, marcia 10 km - 40'21"
- Argento ai campionati italiani assoluti di marcia, marcia 20 km - 1h23'08"
- Oro ai campionati italiani assoluti di marcia, marcia 35 km - 2h33'06"

2024
- Bronzo ai campionati italiani assoluti indoor (Ancona), marcia 5000 m - 19'07"15
- Argento ai campionati italiani assoluti di marcia 20 km (Frosinone), marcia 20 km - 1h22'50"

2025
- Bronzo ai campionati italiani assoluti indoor (Ancona), marcia 5000 m - 18'56"55
- Bronzo ai campionati italiani assoluti (Caorle), marcia 10 km - 39'43"